# Бжузька (Мазовецьке воєводство)
Бжузька (пол. Brzózka) — село в Польщі, у гміні Сточек Венґровського повіту Мазовецького воєводства.
Населення — 185 осіб (2011).
У 1975-1998 роках село належало до Седлецького воєводства.

## Демографія
Демографічна структура станом на 31 березня 2011 року:
|          | Загалом | Допрацездатний вік | Працездатний вік | Постпрацездатний вік |
| -------- | ------- | ------------------ | ---------------- | -------------------- |
| Чоловіки | 97      | 15                 | 66               | 16                   |
| Жінки    | 88      | 13                 | 48               | 27                   |
| Разом    | 185     | 28                 | 114              | 43                   |